# Gordon Wenham
Gordon Wenham (Cambridge, maggio 1943 – Cheltenham, 13 maggio 2025) è stato un biblista e teologo britannico, di fede evangelica.
Figlio del teologo anglicano John Wenham e fratello del ministro e teologo anglicano David Wenham, fu autore di alcuni commentari biblici per la collana Word Biblical Commentary su Genesi, Levitico e Numeri, oltre a Story as Torah pubblicato da T & T Clark nel 2000, e Exploring the Old Testament: the Pentateuch (SPCK: 2003).
Tremper Longman lo ha definito "uno dei migliori commentatori evangelici odierni".

## Biografia
Nel 1965 si laureò a pieni voti con il massimo dei voti all'Università di Cambridge, dove cinque anni più tardi conseguì anche il PhD con una dissertazione sul Deuteronomio.
Divenne quindi lettore in teologia, vincendo una serie di borse di studio per le sue ricerche sull'Antico Testamento condotti al King's College di Londra, che gli permisero di perfezionarsi in Germania, all'Università di Harvard, all'Ecole biblique e all'Università Ebraica di Gerusalemme.
Insegnò Antico Testamento nel Dipartimento di Studi Semitici della Queen's University di Belfast, prima di trasferirsi a Cheltenham, ricoprendo incarichi di docenza o di Visiting Professor presso diverse istituzioni in tutto il mondo. Dal 1995 al 2005, Wenham fu professore senior di Antico Testamento all'Università del Gloucestershire. Successivamente fu assunto al Trinity College di Bristol.